# Европа — Действие
Europe-Action («Европа — Действие») — существовавшие в 1963―1966 годах журнал и одноимённое движение панъевропейских националистов, основателем которых был французский писатель и политический активист Доминик Веннер. Стремясь дистанцироваться от наследия довоенных фашистов ― а именно от их антиинтеллектуальной, антипарламентарной традиции и отвергая привычный для «старых» правых кругов французский национализм, Europe-Action продвигала идеи общеевропейского единства, основанием которого является принадлежность всех «белых народов» к «Западу», а также идеи социал-дарвинизма и расиализма (который они предпочитали именовать «биологическим реализмом»). Эти теории, наряду с метаполитической стратегией Веннера, повлияли на тогда ещё молодого Алена де Бенуа и, как считается, способствовали основанию GRECE и движения «новых правых» в 1968 году.

## История

### Предыстория: 1958—1962 гг.
В своём манифесте 1962 года под названием Pour une Critique Positive («К позитивной критике»), который он написал, находясь в тюрьме, бывший член Jeune Nation Доминик Веннер призвал отказаться от «мифа о государственном перевороте». Он был убеждён, что политическая революция не может произойти прежде культурной революции, достичь которой возможно благодаря публичному продвижению националистических идей до тех пор, пока они не получат значительной поддержки граждан. Для Веннера и интеллектуальное убеждение, и политическое насилие сохраняли свою значимость; но при этом его движение должно было отдавать предпочтение идеям, а не действиям. Он также стремился стереть «старые идеи» довоенного национализма и фашизма, такие как антипарламентаризм, антиинтеллектуализм или патриотизм, сведённый к границам национального государства. Манифест получил высокую оценку в националистических кругах: так, Франсуа Дюпра назвал «К позитивной критике» эквивалентом сочинению Ленина «Что делать?», которое тот написал за шестнадцать лет до большевистского переворота. Члены Europe-Action неоднозначно оценивали нацизм. Так, Морис Бардеш, утверждал что «хотя и будучи обладателем гениальной интуиции, Гитлер всё же совершал ошибки», которые «в значительной степени были связаны с отсутствием в нацизме устоявшихся доктринальных основ».
На Europe-Action также повлиял «Манифест класса выпуска 1960 года», опубликованный за три года до основания организации. В нём тогда ещё проколониально настроенные основатели Федерации студентов-националистов (FEN) объявили, что их «действия должны будут иметь глубокие последствия» и что они отказываются от «бесплодной активности» уличного насилия, приверженностью которому отличались члены Jeune Nation в 1950-х годах. Поначалу глубоко преданные делу защиты французского Алжира, члены Europe-Action, тем не менее, приняли новую эпоху, последовавшую за деколонизацией и образованием Пятой французской республики. Они пытались теоретизировать радикальную правую идеологию, которая бы при этом не была основана на ностальгии по режиму Виши и на идеях католического традиционализма.

### Политическая активность: 1963—1966 гг.
Europe-Action была учреждена в январе 1963 года Домиником Веннером. Политическая организация также сразу же начал издавать одноимённый журнал, авторами которого вскоре стали Ален де Бенуа и Франсуа д’Орсиваль. Жак Плонкар д’Ассак также начал писать для журнала, но вскоре отрёкся от своих нападок на христианство и ушёл из него в августе 1963 года. Издательская компания журнала «Общество издания и редакции Сен-Жюст» была основана в ноябре 1962 года Веннером, Сюзанной Жинжамбр ― супругой бывшего казначея ОАС Мориса Жинжамбра, и Жаком де Ларок-Латур ― карикатуристом-расистом. Позже к ним присоединился Пьер Буске, ветеран дивизии СС «Шарлемань».
В 1964 году де Бенуа стал главным редактором еженедельного издания Europe-Action hebdomadaire. Как и Федерация студентов-националистов, «Европа ― Действие» поддержала кандидатуру Жана-Луи Тиксье-Виньянкура на президентских выборах 1965 года через посредством «телевизионных комитетов». После спора между лидером группы «Запад» Пьером Сидосом и Жаном-Мари Ле Пеном, который был руководителем избирательного штаба Тиксье-Виньякура, волонтёры из Europe-Action заменили членов «Запада» в качестве группы поддержки в Молодёжном комитете кандидата. Движение Веннера привлекало своих активистов к участию в организации демонстраций против иммигрантов из Алжира.
С июня 1965 по 1966 год главным редактором Europe-Action был Жан Мабир. После неудачи Тиксье-Виньянкура на выборах главные члены Europe-Action вместе с юными активистами из Федерации студентов-националистов основали в 1966 году партию «Европейское объединение за свободу» (REL). Europe-Action hebdomadaire стал её печатным органом во время следующей электоральной кампании, но вскоре ему на смену пришёл другой журнал под названием L’Observateur Européen. REL смогла выдвинуть только 27 кандидатов во время парламентских выборов 1967 года и потерпела неудачу, набрав лишь 2,58 % голосов. Это фиаско стало одной из причин перехода «новых правых» к «метаполитической» стратегии, делу которой посвятил себя челны аналитического центра GRECE.
Последний номер журнала Europe-Action вышел в ноябре 1966 года, после чего издательство объявило о банкротстве. Издание окончательно прекратило своё существование летом 1967 года после неудачной попытки перезапуска.
Обычный тираж журнала составлял от 7 500 до 10 000 экземпляров. Его символом, а также символом движения был шлем гоплита.

## Идеология
С идейной точки зрения, движение разрабатывало два основных тезиса: «биологический реализм», представлявший собой сочетание расиализма и социального дарвинизма, и панъевропейский национализм, основанный на принадлежности европейских народов общему культурному базису западной цивилизации, который рассматривался ими в качестве связующего звена между народами «белой расы». Эти идеи, по их замыслу, должны были продвигаться с помощью метаполитической стратегии идеологического влияния с целью окончательного достижения культурной гегемонии во всём обществе.

### Биологический реализм
«Биологический реализм», который взяла на вооружение Europe-Action, являет собой концепцию, предложенную французским неофашистским активистом Рене Бине в 1950 году. По оценкам критиков, её целью было установление индивидуального и расового неравенства на основе псевдонаучных наблюдений. Сам Бине утверждал, что «капитализм метисов» (capitalisme métisseur) направлен на создание «единообразного варварства» (barbarie uniforme); и что только «истинный социализм» сможет «достичь расового освобождения» посредством «абсолютной сегрегации как на глобальном, так и на государственному уровне». На членов Europe-Action также оказал влияние так называемое «Послание Уппсалы» ― широко известный в европейских ультраправых кругах текст, который, вероятно, был написан в 1958 году французскими неофашистами, связанными с группой «Новый европейский порядок». Его значение заключается в том, что в нём был обозначен тонкий семантический сдвиг между «дифференциализмом» и «неравенством». Идеи Бине и «Уппсалы» представляется возможным обобщить как необходимость достижения глобального «биолого-культурного договора», в рамках которого каждая группа остаётся суверенной в своём регионе. Эта идея предвосхитила как расиализм Europe-Action, так и этноплюрализм GRECE.
После обретения Алжиром независимости в 1962 году Europe-Action одной из первых выступила против алжирской иммиграции (которую они охарактеризовали как "вторжение). Группа защищала расовый, а не географический национализм, провозглашая расу «новой родиной, родиной плоти, которую следует защищать с животной яростью». Выступая против этнического смешения, они призывали к реиммиграции, утверждая, что «смешение рас [было бы] не чем иным, как медленным геноцидом». Призывая прекратить помощь в целях развития бывшим колониям Франции, они опасались, что в будущем их страна будет «оккупирована двадцатью миллионами магрибских арабов и двадцатью миллионами чёрных африканцев».
«Европа-Действие» продвигала проект создания генетически улучшенной социальной элиты, который должен был бы сопровождаться устранением «биологических отходов» «без тщетной сентиментальности» ― однако «не посредством массовых убийств, а посредством евгенических процессов». Они предлагали «ликвидировать биологическую пену» путём «возвращения посредственных элементов в подобающий им класс и сохранения подлинной элиты», «не допуская биологического роста отходов».

### Панъевропейский национализм
Их представление о Европе не ограничивалось континентом. Европа для них была «сердцем, чья кровь течёт в Йоханнесбурге и Квебеке, Сиднее и Будапеште, на борту белых каравелл и космических кораблей, на каждом море и в каждой пустыне мира». В издании журнала за июнь 1964 года США, Франция и Южная Африка действительно были помещены в один ряд как «провинции этой большой родины, которой и является белая раса».
В «Словаре бойца», опубликованном в журнале Europe-Action в мае 1963 года, «Запад» определяется как «сообщество белых народов», а сам народ ― как «биологическое единство, подтверждённое историей». Таким образом, ими выдвигается следующее понимание национализма: «учение, выражающее в политических терминах философию и жизненные потребности белых людей». По оценке политолога Стефаны Франсуа, в этом отношении на них повлияло немецкое фёлькише-движение, разделявшее представление об органической сущности нации, которая объединяет в себе людей одной крови, одной культуры и одной судьбы.
Отвергая как концепцию единой Европы национальных государств, отстаиваемую голлистами, и идею Соединённых Штатов Европы, поддерживаемую христианскими демократами. Europe-Action выдвигала проект единой Европы, скреплённой расовым единством её коренных этнических групп. По их мнению, объединённые белые народы Европы могли бы основать могущественное имперское образование, в конечном итоге увенчанное союзом с государствами, управляемыми белым меньшинством, такими как Родезия или Южная Африка.

### Метаполитика
Первоначально задуманное как аналитический центр, основанный вокруг журнала, Europe-Action постепенно стала политическим движением. Стремясь противостоять антиинтеллектуализму, который был главным препятствием для правых в битве идей, и особенно ― против марксистской идеологии, Веннер намеревался создать новую радикальную правую доктрину, которую должны были бы подхватить более широкие слои общества, свершив тем самым национальную культурную революцию. Постепенно он пришёл к понимаю о необходимости принятия демократических институтов, имея ввиду повсеместное установление постфашистского общественного порядка. Он утверждал, что Europe-Action должна была сперва доказать, что её члены действительно способны участвовать в управлении государством. Характеризуя своих соратников как «пионеров белой нации», Веннер пришёл к выводу, что они должны проникать в различные общественные организации, «какими бы малыми они ни были: профсоюзы, местные газеты и даже молодёжные общежития», чтобы распространять в них свои идеи.

## Наследие
Политолог Стефан Франсуа называет Europe-Action «главной структурой во Франции, которая проложила мост между политическими активистами времён Второй мировой войны и представителями молодого послевоенного поколения». Жан-Ив Камю далее добавляет, что «имевший место в 1960-х годах переход от французского национализма к принятию европейской идентичности, теоретиком которого была Europe-Action, разрушил сцепку между всеми французскими ультраправыми, образовав раскол, который до сих пор не преодолён. По разные его стороны оказались интегральные суверенисты, для которых единственным легитимным уровнем суверенитета остаётся лишь государственный уровень […] от идентитаристов, для которых национальное государство является всего лишь промежуточной структурой между историческим регионом (Heimat, если обращаться к немецкому языку) и более широким политическим содружеством европейской цивилизации».
Europe-Action сформировала идеологические основы аналитического центра GRECE, учреждённого в 1968 году. Движение и журнал называли «эмбрионом» новых правых. Новые правые, однако, дистанцировались от антикоммунизма и проколониальной позиции Europe-Action, развивая критику либерального капитализма и становясь поборниками тьермондизма. Многие члены-основатели GRECE ранее состояли в Europe-Action. GRECE и новые правые унаследовали от своей предшественницы ряд ключевых тем: «антихристианская позиция, выраженный элитизм, расовое представление об объединённой Европе, семена перехода от биологических к культурным определениям понятия „различия“ и изощрённая инверсия таких терминов, как расизм и антирасизм». Группа бывших членов Europe-Action во главе с Пьером Буске, Жаном Кастрильо и Пьером Поти основала журнал Militant в 1967 году. Позднее, в 1972 году, они же оказались среди основателей Национального фронта, а также стояли у истоков Партии французских националистов, основанной в 1983 году.

## Известные члены
- Доминик Веннер — основатель Europe-Action.
- Ален де Бенуа — неформальный лидер GRECE.
- Жан Мабир — сооснователь Нормандского движения и движения «Земля и народ».
- Франсуа д’Орсиваль[9] — член редакционного комитета Valeurs Actuelles.
- Франсуа Дюпра[43] —сооснователь Национального фронта.
- Морис Ролле[41] — сооснователь скаутской ассоциации Europe-Jeunesse.
- Пьер Буске[44] — сооснователь Национального фронта.
- Ален Лефевр[7].
- Жан-Клод Ривьер[7].